# Venucia R50
Venucia R50 — субкомпактный хетчбэк, выпускавшийся подразделением Venucia компании Dongfeng с 2011 по 2016 год. Версия седана получила индекс D50, а «кроссоверная» — D50X. Все модели выпущены на базе первого поколения Nissan Tiida с изменённым дизайном передней и задней части.

## Описание
Venucia D50 был представлен на автомобильном рынке Китая в мае 2012 года. В то же время D50 стал первой моделью бренда Venucia. Автомобиль оснащён 1,6-литровым двигателем HR16DE мощностью 116 л. с. и крутящим моментом 153 Н·м, который сочетался в паре с четырёхступенчатой автоматической или же с пятиступенчатой механической трансмиссией.

Представленный в сентябре 2012 года Venucia R50 являлся хетчбэком.

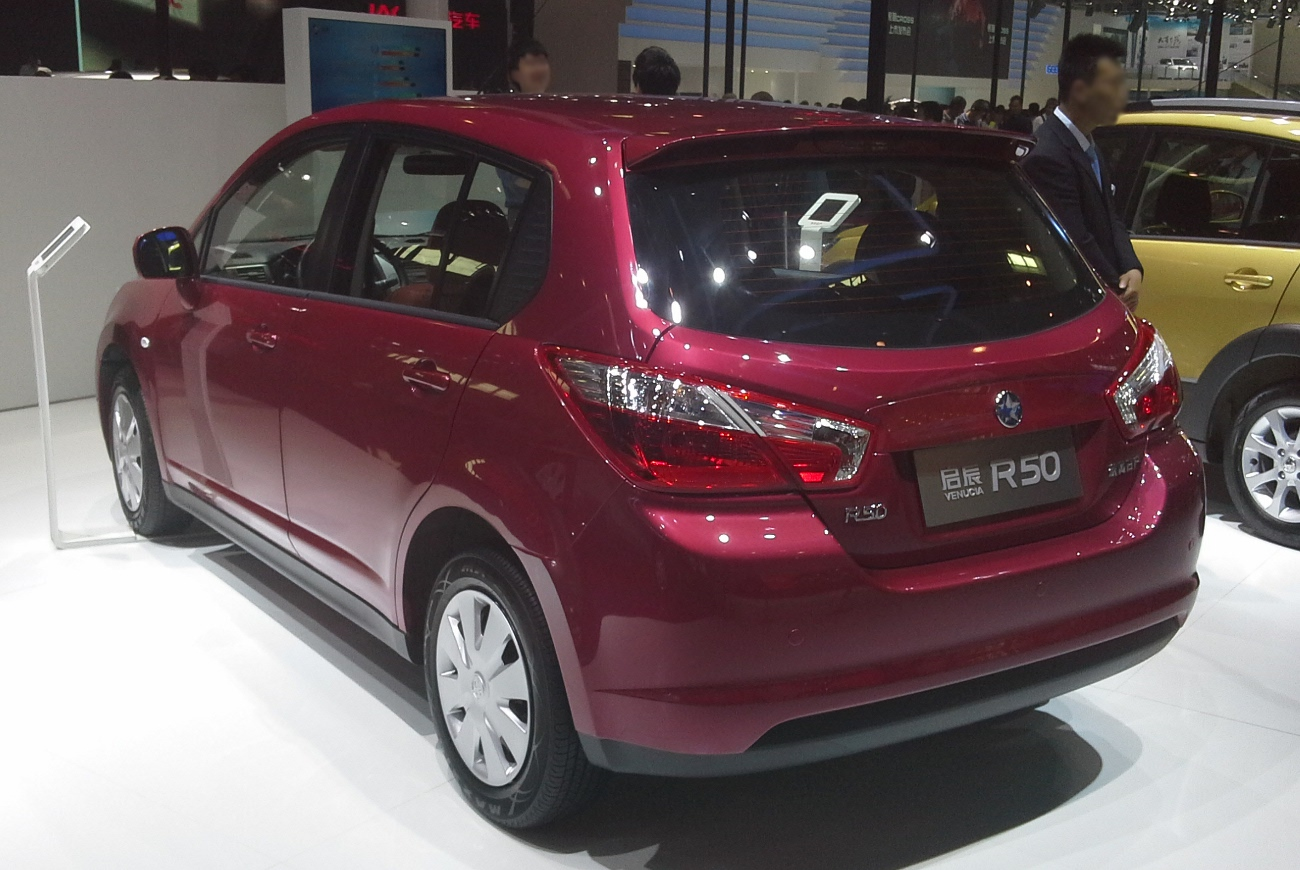
Venucia R50
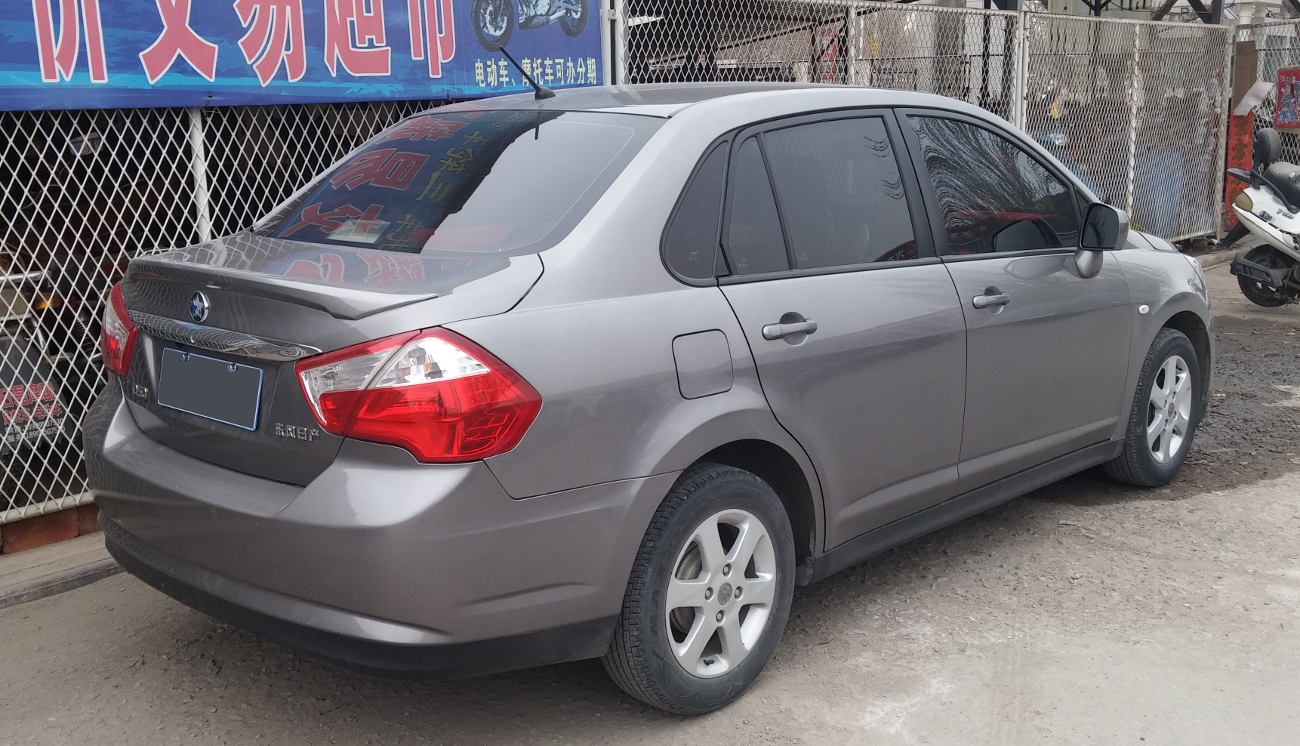
Venucia D50

## R50X
Venucia R50X был представлен на автомобильном рынке Китая в 2013 году, где цены варьировались от 79800 до 91800 юаней. Являлся «кроссоверным» вариантом хетчбэка Venucia R50.

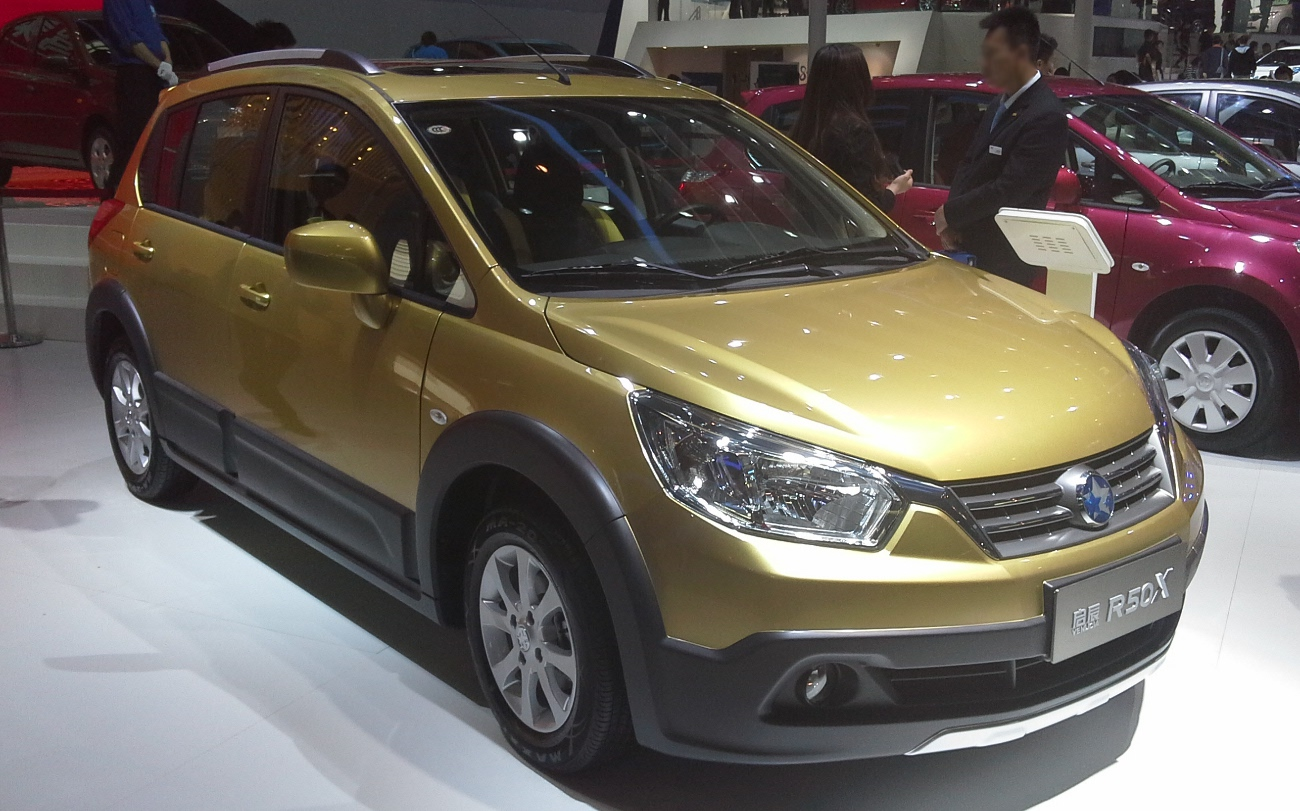
Вид спереди
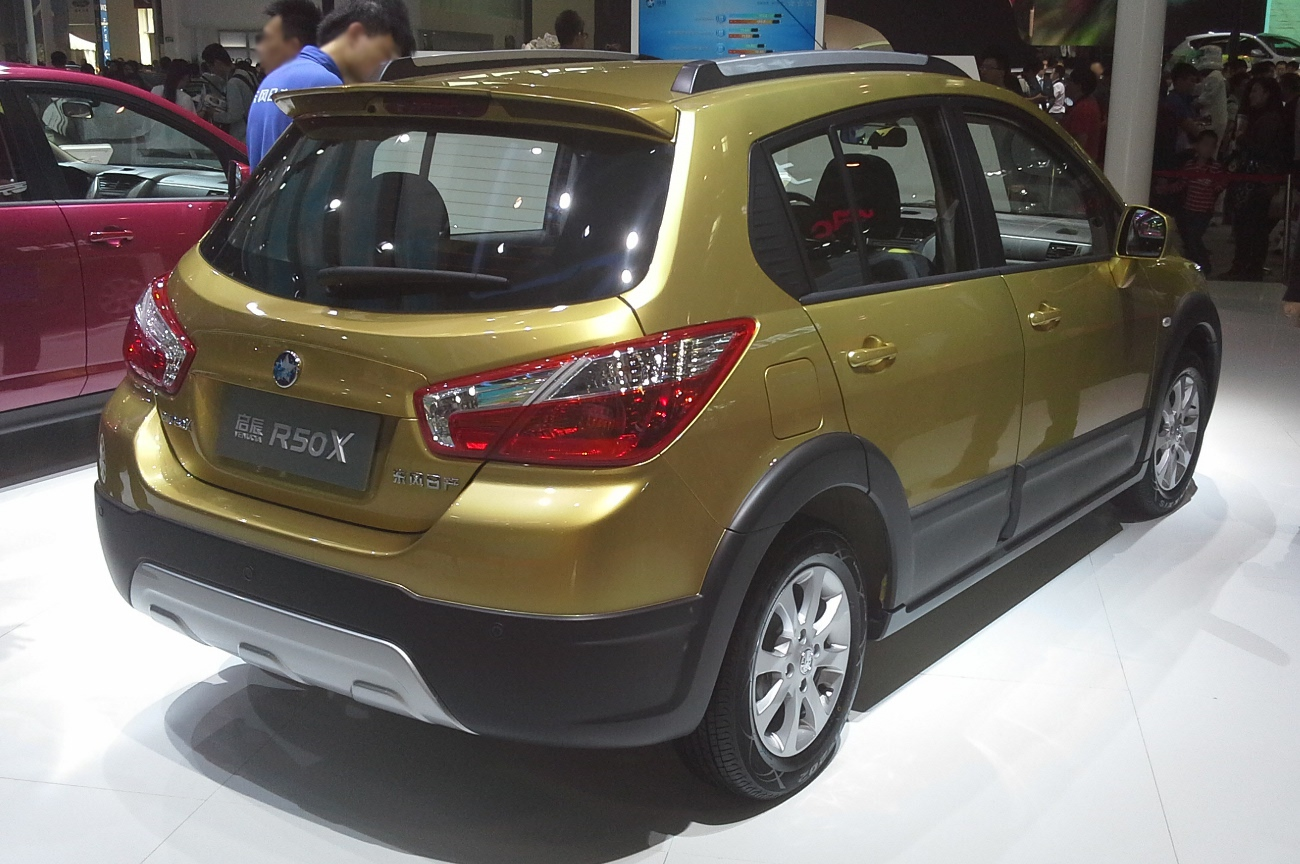
Вид сзади